# Comuna Peremoha, Kozeatîn
Peremoha (în ucraineană Перемога) este o comună în raionul Kozeatîn, regiunea Vinnița, Ucraina, formată din satele Nemîrînți și Peremoha (reședința).

## Demografie
Componența lingvistică a satului Peremoha
     Ucraineană (98,71%)
     Rusă (1,29%)
Conform recensământului din 2001, majoritatea populației satului Peremoha era vorbitoare de ucraineană (98,71%), existând în minoritate și vorbitori de rusă (1,29%).